# Dikasterium pro podporu jednoty křesťanů
Dikasterium pro podporu jednoty křesťanů je dikasteriem římské kurie, které má za úkol „snažit se vhodnými iniciativami a činnostmi o ekumenismus, aby byla znovu vytvořena jednota mezi křesťany“.

## Historie
Papež Jan XXIII. založil 5. června 1960 Sekretariát pro jednotu křesťanů (Secretariatus ad Christianorum Unitatem fovendam) a učinil z něj jednu z přípravných komisí druhého Vatikána. Po skončení koncilu zůstal součástí struktury římské kurie a v reformě Jana Pavla II. dostal název Papežská rada pro jednotu křesťanů. Papež František apoštolskou konstitucí Praedicate Evangelium k 5. červnu 2022 změnil název této organizace na "Dikasterium pro podporu jednoty křesťanů".

## Struktura
Dikasterium má svého prefekta z řad kardinálů, jejími členy jsou kardinálové, biskupové a monsignoři.
S touto radou je úzce spojena Komise Svatého Stolce pro náboženské vztahy s Židy (prezident rady je zároveň i prezidentem komise, sekretář komise je viceprezident rady).